# Flandern runt 2025
Flandern runt 2025 var den 109:e upplagan av det belgiska cykelloppet Flandern runt. Tävlingen avgjordes den 6 april 2025 med start i Brygge och målgång i Oudenaarde. Loppet var en del av UCI World Tour 2025 och vanns av slovenske Tadej Pogačar från cykelstallet UAE Team Emirates XRG.

## Deltagande lag
| WorldTeams (18)- Alpecin-Deceuninck - XDS Astana Team - Groupama-FDJ - Lidl-Trek - Cofidis - Intermarché-Wanty - Team Visma \| Lease a Bike - Arkéa-B&B Hotels - Red Bull-BORA-hansgrohe - Decathlon AG2R La Mondiale Team - UAE Team Emirates XRG - EF Education-EasyPost - Bahrain-Victorious - Team Jayco AlUla - Team Picnic-PostNL - Movistar Team - Soudal Quick-Step - Ineos Grenadiers ProTeams (7)- Israel-Premier Tech - Lotto - Team Flanders-Baloise - Wagner Bazin WB - Uno-X Mobility - Q36.5 Pro Cycling Team - Tudor Pro Cycling Team |
| |

## Resultat
| \| Totaltävlingen \| Totaltävlingen \| Totaltävlingen \| Totaltävlingen \| Totaltävlingen \| \| Cyklist \| Cyklist \| Lag \| Tid \| \| \| -------------- \| ---------------------- \| -------------------------- \| -------------- \| -------------- \| \| 1. \| Tadej Pogačar \| UAE Team Emirates XRG \| 5t 58' 41" \| \| \| 2. \| Mads Pedersen \| Lidl-Trek \| + 1' 01" \| \| \| 3. \| Mathieu van der Poel \| Alpecin-Deceuninck \| + 1' 01" \| \| \| 4. \| Wout van Aert \| Team Visma \\| Lease a Bike \| + 1' 01" \| \| \| 5. \| Jasper Stuyven \| Lidl-Trek \| + 1' 04" \| \| \| 6. \| Tiesj Benoot \| Team Visma \\| Lease a Bike \| + 1' 53" \| \| \| 7. \| Stefan Küng \| Groupama-FDJ \| + 1' 53" \| \| \| 8. \| Filippo Ganna \| Ineos Grenadiers \| + 2' 19" \| \| \| 9. \| Iván García Cortina \| Movistar Team \| + 2' 19" \| \| \| 10. \| Davide Ballerini \| XDS Astana Team \| + 2' 19" \| \| \| 11. \| Laurence Pithie \| Red Bull-Bora-Hansgrohe \| + 2' 19" \| \| \| 12. \| Mike Teunissen \| XDS Astana Team \| + 2' 19" \| \| \| 13. \| Michael Matthews \| Team Jayco AlUla \| + 2' 19" \| \| \| 14. \| Markus Hoelgaard \| Uno-X Mobility \| + 2' 19" \| \| \| 15. \| Gianni Vermeersch \| Alpecin-Deceuninck \| + 2' 19" \| \| \| 16. \| Aurélien Paret-Peintre \| Decathlon-AG2R La Mondiale \| + 2' 19" \| \| \| 17. \| Valentin Madouas \| Groupama-FDJ \| + 2' 19" \| \| \| 18. \| Timo Kielich \| Alpecin-Deceuninck \| + 2' 19" \| \| \| 19. \| Stefan Bissegger \| Decathlon-AG2R La Mondiale \| + 2' 19" \| \| \| 20. \| Magnus Sheffield \| Ineos Grenadiers \| + 2' 19" \| \| |                        |                            |            |
| |                        |                            |            |
| Källa: ProCyclingStats |                        |                            |            |
| Totaltävlingen |                        |                            |            |
| Cyklist | Cyklist                | Lag                        | Tid        |
| 1. | Tadej Pogačar          | UAE Team Emirates XRG      | 5t 58' 41" |
| 2. | Mads Pedersen          | Lidl-Trek                  | + 1' 01"   |
| 3. | Mathieu van der Poel   | Alpecin-Deceuninck         | + 1' 01"   |
| 4. | Wout van Aert          | Team Visma \| Lease a Bike | + 1' 01"   |
| 5. | Jasper Stuyven         | Lidl-Trek                  | + 1' 04"   |
| 6. | Tiesj Benoot           | Team Visma \| Lease a Bike | + 1' 53"   |
| 7. | Stefan Küng            | Groupama-FDJ               | + 1' 53"   |
| 8. | Filippo Ganna          | Ineos Grenadiers           | + 2' 19"   |
| 9. | Iván García Cortina    | Movistar Team              | + 2' 19"   |
| 10. | Davide Ballerini       | XDS Astana Team            | + 2' 19"   |
| 11. | Laurence Pithie        | Red Bull-Bora-Hansgrohe    | + 2' 19"   |
| 12. | Mike Teunissen         | XDS Astana Team            | + 2' 19"   |
| 13. | Michael Matthews       | Team Jayco AlUla           | + 2' 19"   |
| 14. | Markus Hoelgaard       | Uno-X Mobility             | + 2' 19"   |
| 15. | Gianni Vermeersch      | Alpecin-Deceuninck         | + 2' 19"   |
| 16. | Aurélien Paret-Peintre | Decathlon-AG2R La Mondiale | + 2' 19"   |
| 17. | Valentin Madouas       | Groupama-FDJ               | + 2' 19"   |
| 18. | Timo Kielich           | Alpecin-Deceuninck         | + 2' 19"   |
| 19. | Stefan Bissegger       | Decathlon-AG2R La Mondiale | + 2' 19"   |
| 20. | Magnus Sheffield       | Ineos Grenadiers           | + 2' 19"   |

## Startlista
| Alpecin-Deceuninck ADC                            | Alpecin-Deceuninck ADC     | Alpecin-Deceuninck ADC |
| ------------------------------------------------- | -------------------------- | ---------------------- |
| #                                                 | Cyklist                    | Placering              |
| 1                                                 | Mathieu van der Poel (NED) | 3.                     |
| 2                                                 | Gianni Vermeersch (BEL)    | 15.                    |
| 3                                                 | Quinten Hermans (BEL)      | DNF                    |
| 4                                                 | Xandro Meurisse (BEL)      | DNF                    |
| 5                                                 | Timo Kielich (BEL)         | 18.                    |
| 6                                                 | Silvan Dillier (SUI)       | DNF                    |
| 7                                                 | Edward Planckaert (BEL)    | DNF                    |
| Sportchef : Christoph Roodhooft, Frederik Willems |                            |                        |

| UAE Team Emirates XRG UAD                | UAE Team Emirates XRG UAD         | UAE Team Emirates XRG UAD |
| ---------------------------------------- | --------------------------------- | ------------------------- |
| #                                        | Cyklist                           | Placering                 |
| 11                                       | Tadej Pogačar (SLO) (landsväg)    | 1.                        |
| 12                                       | Florian Vermeersch (BEL)          | 43.                       |
| 13                                       | Tim Wellens (BEL)                 | DNF                       |
| 14                                       | Jhonatan Narváez (ECU) (landsväg) | DNF                       |
| 15                                       | Nils Politt (GER)                 | 66.                       |
| 16                                       | António Morgado (POR)             | 90.                       |
| 17                                       | Mikkel Bjerg (DEN)                | DNF                       |
| Sportchef : Fabio Baldato, Marco Marcato |                                   |                           |

| Team Visma \| Lease a Bike TVL                | Team Visma \| Lease a Bike TVL | Team Visma \| Lease a Bike TVL |
| --------------------------------------------- | ------------------------------ | ------------------------------ |
| #                                             | Cyklist                        | Placering                      |
| 21                                            | Wout van Aert (BEL)            | 4.                             |
| 22                                            | Tiesj Benoot (BEL)             | 6.                             |
| 23                                            | Per Strand Hagenes (NOR)       | 53.                            |
| 24                                            | Matteo Jorgenson (USA)         | 47.                            |
| 25                                            | Edoardo Affini (ITA)           | DNF                            |
| 26                                            | Dylan van Baarle (NED)         | 46.                            |
| 27                                            | Tosh Van der Sande (BEL)       | DNF                            |
| Sportchef : Richard Plugge, Arthur Van Dongen |                                |                                |

| Soudal Quick-Step SOQ               | Soudal Quick-Step SOQ    | Soudal Quick-Step SOQ |
| ----------------------------------- | ------------------------ | --------------------- |
| #                                   | Cyklist                  | Placering             |
| 31                                  | Yves Lampaert (BEL)      | 38.                   |
| 32                                  | Paul Magnier (FRA)       | 62.                   |
| 33                                  | Pascal Eenkhoorn (NED)   | 84.                   |
| 34                                  | Luke Lamperti (USA)      | DNF                   |
| 35                                  | Casper Pedersen (DEN)    | 79.                   |
| 36                                  | Pepijn Reinderink (NED)  | 78.                   |
| 37                                  | Bert Van Lerberghe (BEL) | DNF                   |
| Sportchef : Iljo Keisse, Tom Steels |                          |                       |

| Lidl-Trek LTK                              | Lidl-Trek LTK        | Lidl-Trek LTK |
| ------------------------------------------ | -------------------- | ------------- |
| #                                          | Cyklist              | Placering     |
| 41                                         | Mads Pedersen (DEN)  | 2.            |
| 42                                         | Jasper Stuyven (BEL) | 5.            |
| 43                                         | Edward Theuns (BEL)  | DNF           |
| 44                                         | Tim Declercq (BEL)   | DNF           |
| 45                                         | Toms Skujiņš (LAT)   | 37.           |
| 46                                         | Daan Hoole (NED)     | 83.           |
| 47                                         | Mathias Vacek (CZE)  | 80.           |
| Sportchef : Steven de Jongh, Michael Schär |                      |               |

| Intermarché-Wanty IWA                          | Intermarché-Wanty IWA                | Intermarché-Wanty IWA |
| ---------------------------------------------- | ------------------------------------ | --------------------- |
| #                                              | Cyklist                              | Placering             |
| 51                                             | Biniam Girmay (ERI)                  | 35.                   |
| 52                                             | Gijs Van Hoecke (BEL)                | DNF                   |
| 53                                             | Vito Braet (BEL)                     | 48.                   |
| 54                                             | Adrien Petit (FRA)                   | DNF                   |
| 55                                             | Laurenz Rex (BEL)                    | 26.                   |
| 56                                             | Jonas Rutsch (GER)                   | 33.                   |
| 57                                             | Roel Daan van Sintmaartensdijk (NED) | DNF                   |
| Sportchef : Pieter Vanspeybrouck, Aike Visbeek |                                      |                       |

| EF Education-EasyPost EFE                | EF Education-EasyPost EFE   | EF Education-EasyPost EFE |
| ---------------------------------------- | --------------------------- | ------------------------- |
| #                                        | Cyklist                     | Placering                 |
| 61                                       | Colby Simmons (USA)         | 94.                       |
| 62                                       | Harry Sweeny (AUS)          | DNF                       |
| 63                                       | Owain Doull (GBR)           | 30.                       |
| 64                                       | Mikkel Frølich Honoré (DEN) | 44.                       |
| 65                                       | Marijn van den Berg (NED)   | DNS                       |
| 66                                       | Neilson Powless (USA)       | 42.                       |
| 67                                       | Max Walker (GBR)            | DNF                       |
| Sportchef : Andreas Klier, Ken Vanmarcke |                             |                           |

| Groupama-FDJ GFC                           | Groupama-FDJ GFC        | Groupama-FDJ GFC |
| ------------------------------------------ | ----------------------- | ---------------- |
| #                                          | Cyklist                 | Placering        |
| 71                                         | Lewis Askey (GBR)       | 113.             |
| 72                                         | Sven Erik Bystrøm (NOR) | 89.              |
| 73                                         | Eddy Le Huitouze (FRA)  | DNF              |
| 74                                         | Stefan Küng (SUI)       | 7.               |
| 75                                         | Olivier Le Gac (FRA)    | 102.             |
| 76                                         | Valentin Madouas (FRA)  | 17.              |
| 77                                         | Clément Russo (FRA)     | 49.              |
| Sportchef : Frédéric Guesdon, Julien Pinot |                         |                  |

| Bahrain Victorious TBV                    | Bahrain Victorious TBV  | Bahrain Victorious TBV |
| ----------------------------------------- | ----------------------- | ---------------------- |
| #                                         | Cyklist                 | Placering              |
| 81                                        | Matej Mohorič (SLO)     | 21.                    |
| 82                                        | Vlad Van Mechelen (BEL) | 54.                    |
| 83                                        | Kamil Gradek (POL)      | 99.                    |
| 84                                        | Phil Bauhaus (GER)      | 103.                   |
| 85                                        | Andrea Pasqualon (ITA)  | 76.                    |
| 86                                        | Roman Ermakov (RUS)     | DNF                    |
| 87                                        | Fred Wright (GBR)       | 23.                    |
| Sportchef : Michał Gołaś, Aart Vierhouten |                         |                        |

| Cofidis COF                                   | Cofidis COF          | Cofidis COF |
| --------------------------------------------- | -------------------- | ----------- |
| #                                             | Cyklist              | Placering   |
| 91                                            | Dylan Teuns (BEL)    | 41.         |
| 92                                            | Aimé De Gendt (BEL)  | 28.         |
| 93                                            | Nolann Mahoudo (FRA) | DNF         |
| 94                                            | Alexis Renard (FRA)  | 71.         |
| 95                                            | Ludovic Robeet (BEL) | DNF         |
| 96                                            | Piet Allegaert (BEL) | DNF         |
| 97                                            | Damien Touzé (FRA)   | 60.         |
| Sportchef : Roberto Damiani, Thierry Marichal |                      |             |

| Team Jayco AlUla JAY                       | Team Jayco AlUla JAY   | Team Jayco AlUla JAY |
| ------------------------------------------ | ---------------------- | -------------------- |
| #                                          | Cyklist                | Placering            |
| 101                                        | Michael Matthews (AUS) | 13.                  |
| 102                                        | Kelland O'Brien (AUS)  | 77.                  |
| 103                                        | Robert Donaldson (GBR) | 75.                  |
| 104                                        | Jelte Krijnsen (NED)   | 63.                  |
| 105                                        | Elmar Reinders (NED)   | 104.                 |
| 106                                        | Jasha Sütterlin (GER)  | DNF                  |
| 107                                        | Max Walscheid (GER)    | 61.                  |
| Sportchef : Tristan Hoffman, Mathew Hayman |                        |                      |

| Red Bull-Bora-Hansgrohe RBH                  | Red Bull-Bora-Hansgrohe RBH | Red Bull-Bora-Hansgrohe RBH |
| -------------------------------------------- | --------------------------- | --------------------------- |
| #                                            | Cyklist                     | Placering                   |
| 111                                          | Laurence Pithie (NZL)       | 11.                         |
| 112                                          | Filip Maciejuk (POL)        | DNF                         |
| 113                                          | Oier Lazkano (ESP)          | DNF                         |
| 114                                          | Ryan Mullen (IRL)           | DNF                         |
| 115                                          | Danny van Poppel (NED)      | 88.                         |
| 116                                          | Mick van Dijke (NED)        | 29.                         |
| 117                                          | Tim van Dijke (NED)         | 52.                         |
| Sportchef : Heinrich Haussler, Roger Hammond |                             |                             |

| Arkéa-B&B Hotels ARK                          | Arkéa-B&B Hotels ARK  | Arkéa-B&B Hotels ARK |
| --------------------------------------------- | --------------------- | -------------------- |
| #                                             | Cyklist               | Placering            |
| 121                                           | Arnaud Démare (FRA)   | 58.                  |
| 122                                           | Amaury Capiot (BEL)   | DNF                  |
| 123                                           | Giosuè Epis (ITA)     | 92.                  |
| 124                                           | Léandre Lozouet (FRA) | 105.                 |
| 125                                           | Luca Mozzato (ITA)    | 111.                 |
| 126                                           | Miles Scotson (AUS)   | DNF                  |
| 127                                           | Pierre Thierry (FRA)  | DNF                  |
| Sportchef : Sébastien Hinault, Mickael Leveau |                       |                      |

| Decathlon-AG2R La Mondiale DAT       | Decathlon-AG2R La Mondiale DAT           | Decathlon-AG2R La Mondiale DAT |
| ------------------------------------ | ---------------------------------------- | ------------------------------ |
| #                                    | Cyklist                                  | Placering                      |
| 131                                  | Stefan Bissegger (SUI)                   | 19.                            |
| 132                                  | Dries De Bondt (BEL)                     | DNF                            |
| 133                                  | Sander De Pestel (BEL)                   | DNF                            |
| 134                                  | Pierre Gautherat (FRA)                   | DNF                            |
| 135                                  | Rasmus Søjberg Pedersen (DEN) (landsväg) | 64.                            |
| 136                                  | Oscar Chamberlain (AUS)                  | 57.                            |
| 137                                  | Aurélien Paret-Peintre (FRA)             | 16.                            |
| Sportchef : Julien Jurdie, Luke Rowe |                                          |                                |

| XDS Astana Team XAT                         | XDS Astana Team XAT     | XDS Astana Team XAT |
| ------------------------------------------- | ----------------------- | ------------------- |
| #                                           | Cyklist                 | Placering           |
| 141                                         | Davide Ballerini (ITA)  | 10.                 |
| 142                                         | Cees Bol (NED)          | 31.                 |
| 143                                         | Yevgeniy Fedorov (KAZ)  | 27.                 |
| 144                                         | Michele Gazzoli (ITA)   | 72.                 |
| 145                                         | Alessandro Romele (ITA) | DNF                 |
| 146                                         | Mike Teunissen (NED)    | 12.                 |
| 147                                         | Davide Toneatti (ITA)   | 68.                 |
| Sportchef : Laurenzo Lapage, Stefano Zanini |                         |                     |

| Ineos Grenadiers IGD                        | Ineos Grenadiers IGD   | Ineos Grenadiers IGD |
| ------------------------------------------- | ---------------------- | -------------------- |
| #                                           | Cyklist                | Placering            |
| 151                                         | Filippo Ganna (ITA)    | 8.                   |
| 152                                         | Bob Jungels (LUX)      | 109.                 |
| 153                                         | Ben Turner (GBR)       | 59.                  |
| 154                                         | Magnus Sheffield (USA) | 20.                  |
| 155                                         | Connor Swift (GBR)     | 101.                 |
| 156                                         | Samuel Watson (GBR)    | 81.                  |
| 157                                         | Ben Swift (GBR)        | 108.                 |
| Sportchef : Kurt-Asle Arvesen, Ian Stannard |                        |                      |

| Movistar Team MOV            | Movistar Team MOV           | Movistar Team MOV |
| ---------------------------- | --------------------------- | ----------------- |
| #                            | Cyklist                     | Placering         |
| 161                          | Iván García Cortina (ESP)   | 9.                |
| 162                          | Carlos Canal (ESP)          | 51.               |
| 163                          | Orluis Aular (VEN)          | 36.               |
| 164                          | Manlio Moro (ITA)           | 110.              |
| 165                          | Mathias Norsgaard (DEN)     | 85.               |
| 166                          | Gonzalo Serrano (ESP)       | 106.              |
| 167                          | Albert Torres Barceló (ESP) | DNF               |
| Sportchef : Jürgen Roelandts |                             |                   |

| Team Picnic-PostNL TPP   | Team Picnic-PostNL TPP    | Team Picnic-PostNL TPP |
| ------------------------ | ------------------------- | ---------------------- |
| #                        | Cyklist                   | Placering              |
| 171                      | John Degenkolb (GER)      | DNF                    |
| 172                      | Patrick Eddy (AUS)        | 91.                    |
| 173                      | Alexander Edmondson (AUS) | DNF                    |
| 174                      | Sean Flynn (GBR)          | 74.                    |
| 175                      | Enzo Leijnse (NED)        | DNF                    |
| 176                      | Tim Naberman (NED)        | DNF                    |
| 177                      | Timo Roosen (NED)         | DNF                    |
| Sportchef : Pim Ligthart |                           |                        |

| Q36.5 Pro Cycling Team Q36            | Q36.5 Pro Cycling Team Q36     | Q36.5 Pro Cycling Team Q36 |
| ------------------------------------- | ------------------------------ | -------------------------- |
| #                                     | Cyklist                        | Placering                  |
| 181                                   | Giacomo Nizzolo (ITA)          | 56.                        |
| 182                                   | David González (ESP)           | 98.                        |
| 183                                   | Emīls Liepiņš (LAT) (landsväg) | DNF                        |
| 184                                   | Fabio Christen (SUI)           | 65.                        |
| 185                                   | Jannik Steimle (GER)           | 96.                        |
| 186                                   | Rory Townsend (IRL)            | 82.                        |
| 187                                   | Nicolò Parisini (ITA)          | DNF                        |
| Sportchef : Kurt Bogaerts, Jens Zemke |                                |                            |

| Lotto LOT                               | Lotto LOT                 | Lotto LOT |
| --------------------------------------- | ------------------------- | --------- |
| #                                       | Cyklist                   | Placering |
| 191                                     | Lennert Van Eetvelt (BEL) | DNF       |
| 192                                     | Joshua Giddings (GBR)     | DNF       |
| 193                                     | Brent Van Moer (BEL)      | 39.       |
| 194                                     | Jenno Berckmoes (BEL)     | DNF       |
| 195                                     | Sébastien Grignard (BEL)  | 70.       |
| 196                                     | Arjen Livyns (BEL)        | 34.       |
| 197                                     | Alec Segaert (BEL)        | 32.       |
| Sportchef : Tony Gallopin, Nikolas Maes |                           |           |

| Israel-Premier Tech IPT                           | Israel-Premier Tech IPT | Israel-Premier Tech IPT |
| ------------------------------------------------- | ----------------------- | ----------------------- |
| #                                                 | Cyklist                 | Placering               |
| 201                                               | Joseph Blackmore (GBR)  | 40.                     |
| 202                                               | Riley Pickrell (CAN)    | DNF                     |
| 203                                               | Corbin Strong (NZL)     | 50.                     |
| 204                                               | Guillaume Boivin (CAN)  | DNF                     |
| 205                                               | Riley Sheehan (USA)     | 112.                    |
| 206                                               | Jake Stewart (GBR)      | 107.                    |
| 207                                               | Tom Van Asbroeck (BEL)  | DNF                     |
| Sportchef : Steve Bauer, Jonathan Patrick McCarty |                         |                         |

| Tudor Pro Cycling Team TUD                   | Tudor Pro Cycling Team TUD | Tudor Pro Cycling Team TUD |
| -------------------------------------------- | -------------------------- | -------------------------- |
| #                                            | Cyklist                    | Placering                  |
| 211                                          | Matteo Trentin (ITA)       | 22.                        |
| 212                                          | Rick Pluimers (NED)        | 24.                        |
| 213                                          | Marco Haller (AUT)         | 45.                        |
| 214                                          | Alexander Krieger (GER)    | DNF                        |
| 215                                          | Fabian Lienhard (SUI)      | 73.                        |
| 216                                          | Marius Mayrhofer (GER)     | DNF                        |
| 217                                          | Arthur Kluckers (LUX)      | 100.                       |
| Sportchef : Morgan Lamoisson, Marcel Sieberg |                            |                            |

| Team Flanders-Baloise TFB                                   | Team Flanders-Baloise TFB | Team Flanders-Baloise TFB |
| ----------------------------------------------------------- | ------------------------- | ------------------------- |
| #                                                           | Cyklist                   | Placering                 |
| 221                                                         | Vincent Van Hemelen (BEL) | 69.                       |
| 222                                                         | Alex Colman (BEL)         | 95.                       |
| 223                                                         | Brem Deman (BEL)          | 97.                       |
| 224                                                         | Jules Hesters (BEL)       | DNF                       |
| 225                                                         | Victor Vercouillie (BEL)  | DNF                       |
| 226                                                         | Dylan Vandenstorme (BEL)  | DNF                       |
| 227                                                         | Ward Vanhoof (BEL)        | DNF                       |
| Sportchef : Hans De Clercq, Andy Missotten, Kenny De Ketele |                           |                           |

| Uno-X Mobility UXM                            | Uno-X Mobility UXM                | Uno-X Mobility UXM |
| --------------------------------------------- | --------------------------------- | ------------------ |
| #                                             | Cyklist                           | Placering          |
| 231                                           | Alexander Kristoff (NOR)          | 55.                |
| 232                                           | Markus Hoelgaard (NOR) (landsväg) | 14.                |
| 233                                           | William Blume Levy (DEN)          | 87.                |
| 234                                           | Anders Skaarseth (NOR)            | DNF                |
| 235                                           | Rasmus Fossum Tiller (NOR)        | 25.                |
| 236                                           | Erik Nordsæter Resell (NOR)       | DNF                |
| 237                                           | Jonas Abrahamsen (NOR)            | 67.                |
| Sportchef : Gino Van Oudenhove, Gabriel Rasch |                                   |                    |

| Wagner Bazin WB WB2                                        | Wagner Bazin WB WB2     | Wagner Bazin WB WB2 |
| ---------------------------------------------------------- | ----------------------- | ------------------- |
| #                                                          | Cyklist                 | Placering           |
| 241                                                        | Quentin Bezza (FRA)     | DNF                 |
| 242                                                        | Ceriel Desal (BEL)      | DNF                 |
| 243                                                        | Michiel Lambrecht (BEL) | 93.                 |
| 244                                                        | Jens Reynders (BEL)     | DNF                 |
| 245                                                        | Floris De Tier (BEL)    | 86.                 |
| 246                                                        | Jelle Vermoote (BEL)    | DNF                 |
| 247                                                        | Loïc Vliegen (BEL)      | DNF                 |
| Sportchef : Christophe Detilloux, Jean-Denis Vandenbroucke |                         |                     |

| Alpecin-Deceuninck ADC                            | Alpecin-Deceuninck ADC     | Alpecin-Deceuninck ADC |
| ------------------------------------------------- | -------------------------- | ---------------------- |
| #                                                 | Cyklist                    | Placering              |
| 1                                                 | Mathieu van der Poel (NED) | 3.                     |
| 2                                                 | Gianni Vermeersch (BEL)    | 15.                    |
| 3                                                 | Quinten Hermans (BEL)      | DNF                    |
| 4                                                 | Xandro Meurisse (BEL)      | DNF                    |
| 5                                                 | Timo Kielich (BEL)         | 18.                    |
| 6                                                 | Silvan Dillier (SUI)       | DNF                    |
| 7                                                 | Edward Planckaert (BEL)    | DNF                    |
| Sportchef : Christoph Roodhooft, Frederik Willems |                            |                        |

| UAE Team Emirates XRG UAD                | UAE Team Emirates XRG UAD         | UAE Team Emirates XRG UAD |
| ---------------------------------------- | --------------------------------- | ------------------------- |
| #                                        | Cyklist                           | Placering                 |
| 11                                       | Tadej Pogačar (SLO) (landsväg)    | 1.                        |
| 12                                       | Florian Vermeersch (BEL)          | 43.                       |
| 13                                       | Tim Wellens (BEL)                 | DNF                       |
| 14                                       | Jhonatan Narváez (ECU) (landsväg) | DNF                       |
| 15                                       | Nils Politt (GER)                 | 66.                       |
| 16                                       | António Morgado (POR)             | 90.                       |
| 17                                       | Mikkel Bjerg (DEN)                | DNF                       |
| Sportchef : Fabio Baldato, Marco Marcato |                                   |                           |

| Team Visma \| Lease a Bike TVL                | Team Visma \| Lease a Bike TVL | Team Visma \| Lease a Bike TVL |
| --------------------------------------------- | ------------------------------ | ------------------------------ |
| #                                             | Cyklist                        | Placering                      |
| 21                                            | Wout van Aert (BEL)            | 4.                             |
| 22                                            | Tiesj Benoot (BEL)             | 6.                             |
| 23                                            | Per Strand Hagenes (NOR)       | 53.                            |
| 24                                            | Matteo Jorgenson (USA)         | 47.                            |
| 25                                            | Edoardo Affini (ITA)           | DNF                            |
| 26                                            | Dylan van Baarle (NED)         | 46.                            |
| 27                                            | Tosh Van der Sande (BEL)       | DNF                            |
| Sportchef : Richard Plugge, Arthur Van Dongen |                                |                                |

| Soudal Quick-Step SOQ               | Soudal Quick-Step SOQ    | Soudal Quick-Step SOQ |
| ----------------------------------- | ------------------------ | --------------------- |
| #                                   | Cyklist                  | Placering             |
| 31                                  | Yves Lampaert (BEL)      | 38.                   |
| 32                                  | Paul Magnier (FRA)       | 62.                   |
| 33                                  | Pascal Eenkhoorn (NED)   | 84.                   |
| 34                                  | Luke Lamperti (USA)      | DNF                   |
| 35                                  | Casper Pedersen (DEN)    | 79.                   |
| 36                                  | Pepijn Reinderink (NED)  | 78.                   |
| 37                                  | Bert Van Lerberghe (BEL) | DNF                   |
| Sportchef : Iljo Keisse, Tom Steels |                          |                       |

| Lidl-Trek LTK                              | Lidl-Trek LTK        | Lidl-Trek LTK |
| ------------------------------------------ | -------------------- | ------------- |
| #                                          | Cyklist              | Placering     |
| 41                                         | Mads Pedersen (DEN)  | 2.            |
| 42                                         | Jasper Stuyven (BEL) | 5.            |
| 43                                         | Edward Theuns (BEL)  | DNF           |
| 44                                         | Tim Declercq (BEL)   | DNF           |
| 45                                         | Toms Skujiņš (LAT)   | 37.           |
| 46                                         | Daan Hoole (NED)     | 83.           |
| 47                                         | Mathias Vacek (CZE)  | 80.           |
| Sportchef : Steven de Jongh, Michael Schär |                      |               |

| Intermarché-Wanty IWA                          | Intermarché-Wanty IWA                | Intermarché-Wanty IWA |
| ---------------------------------------------- | ------------------------------------ | --------------------- |
| #                                              | Cyklist                              | Placering             |
| 51                                             | Biniam Girmay (ERI)                  | 35.                   |
| 52                                             | Gijs Van Hoecke (BEL)                | DNF                   |
| 53                                             | Vito Braet (BEL)                     | 48.                   |
| 54                                             | Adrien Petit (FRA)                   | DNF                   |
| 55                                             | Laurenz Rex (BEL)                    | 26.                   |
| 56                                             | Jonas Rutsch (GER)                   | 33.                   |
| 57                                             | Roel Daan van Sintmaartensdijk (NED) | DNF                   |
| Sportchef : Pieter Vanspeybrouck, Aike Visbeek |                                      |                       |

| EF Education-EasyPost EFE                | EF Education-EasyPost EFE   | EF Education-EasyPost EFE |
| ---------------------------------------- | --------------------------- | ------------------------- |
| #                                        | Cyklist                     | Placering                 |
| 61                                       | Colby Simmons (USA)         | 94.                       |
| 62                                       | Harry Sweeny (AUS)          | DNF                       |
| 63                                       | Owain Doull (GBR)           | 30.                       |
| 64                                       | Mikkel Frølich Honoré (DEN) | 44.                       |
| 65                                       | Marijn van den Berg (NED)   | DNS                       |
| 66                                       | Neilson Powless (USA)       | 42.                       |
| 67                                       | Max Walker (GBR)            | DNF                       |
| Sportchef : Andreas Klier, Ken Vanmarcke |                             |                           |

| Groupama-FDJ GFC                           | Groupama-FDJ GFC        | Groupama-FDJ GFC |
| ------------------------------------------ | ----------------------- | ---------------- |
| #                                          | Cyklist                 | Placering        |
| 71                                         | Lewis Askey (GBR)       | 113.             |
| 72                                         | Sven Erik Bystrøm (NOR) | 89.              |
| 73                                         | Eddy Le Huitouze (FRA)  | DNF              |
| 74                                         | Stefan Küng (SUI)       | 7.               |
| 75                                         | Olivier Le Gac (FRA)    | 102.             |
| 76                                         | Valentin Madouas (FRA)  | 17.              |
| 77                                         | Clément Russo (FRA)     | 49.              |
| Sportchef : Frédéric Guesdon, Julien Pinot |                         |                  |

| Bahrain Victorious TBV                    | Bahrain Victorious TBV  | Bahrain Victorious TBV |
| ----------------------------------------- | ----------------------- | ---------------------- |
| #                                         | Cyklist                 | Placering              |
| 81                                        | Matej Mohorič (SLO)     | 21.                    |
| 82                                        | Vlad Van Mechelen (BEL) | 54.                    |
| 83                                        | Kamil Gradek (POL)      | 99.                    |
| 84                                        | Phil Bauhaus (GER)      | 103.                   |
| 85                                        | Andrea Pasqualon (ITA)  | 76.                    |
| 86                                        | Roman Ermakov (RUS)     | DNF                    |
| 87                                        | Fred Wright (GBR)       | 23.                    |
| Sportchef : Michał Gołaś, Aart Vierhouten |                         |                        |

| Cofidis COF                                   | Cofidis COF          | Cofidis COF |
| --------------------------------------------- | -------------------- | ----------- |
| #                                             | Cyklist              | Placering   |
| 91                                            | Dylan Teuns (BEL)    | 41.         |
| 92                                            | Aimé De Gendt (BEL)  | 28.         |
| 93                                            | Nolann Mahoudo (FRA) | DNF         |
| 94                                            | Alexis Renard (FRA)  | 71.         |
| 95                                            | Ludovic Robeet (BEL) | DNF         |
| 96                                            | Piet Allegaert (BEL) | DNF         |
| 97                                            | Damien Touzé (FRA)   | 60.         |
| Sportchef : Roberto Damiani, Thierry Marichal |                      |             |

| Team Jayco AlUla JAY                       | Team Jayco AlUla JAY   | Team Jayco AlUla JAY |
| ------------------------------------------ | ---------------------- | -------------------- |
| #                                          | Cyklist                | Placering            |
| 101                                        | Michael Matthews (AUS) | 13.                  |
| 102                                        | Kelland O'Brien (AUS)  | 77.                  |
| 103                                        | Robert Donaldson (GBR) | 75.                  |
| 104                                        | Jelte Krijnsen (NED)   | 63.                  |
| 105                                        | Elmar Reinders (NED)   | 104.                 |
| 106                                        | Jasha Sütterlin (GER)  | DNF                  |
| 107                                        | Max Walscheid (GER)    | 61.                  |
| Sportchef : Tristan Hoffman, Mathew Hayman |                        |                      |

| Red Bull-Bora-Hansgrohe RBH                  | Red Bull-Bora-Hansgrohe RBH | Red Bull-Bora-Hansgrohe RBH |
| -------------------------------------------- | --------------------------- | --------------------------- |
| #                                            | Cyklist                     | Placering                   |
| 111                                          | Laurence Pithie (NZL)       | 11.                         |
| 112                                          | Filip Maciejuk (POL)        | DNF                         |
| 113                                          | Oier Lazkano (ESP)          | DNF                         |
| 114                                          | Ryan Mullen (IRL)           | DNF                         |
| 115                                          | Danny van Poppel (NED)      | 88.                         |
| 116                                          | Mick van Dijke (NED)        | 29.                         |
| 117                                          | Tim van Dijke (NED)         | 52.                         |
| Sportchef : Heinrich Haussler, Roger Hammond |                             |                             |

| Arkéa-B&B Hotels ARK                          | Arkéa-B&B Hotels ARK  | Arkéa-B&B Hotels ARK |
| --------------------------------------------- | --------------------- | -------------------- |
| #                                             | Cyklist               | Placering            |
| 121                                           | Arnaud Démare (FRA)   | 58.                  |
| 122                                           | Amaury Capiot (BEL)   | DNF                  |
| 123                                           | Giosuè Epis (ITA)     | 92.                  |
| 124                                           | Léandre Lozouet (FRA) | 105.                 |
| 125                                           | Luca Mozzato (ITA)    | 111.                 |
| 126                                           | Miles Scotson (AUS)   | DNF                  |
| 127                                           | Pierre Thierry (FRA)  | DNF                  |
| Sportchef : Sébastien Hinault, Mickael Leveau |                       |                      |

| Decathlon-AG2R La Mondiale DAT       | Decathlon-AG2R La Mondiale DAT           | Decathlon-AG2R La Mondiale DAT |
| ------------------------------------ | ---------------------------------------- | ------------------------------ |
| #                                    | Cyklist                                  | Placering                      |
| 131                                  | Stefan Bissegger (SUI)                   | 19.                            |
| 132                                  | Dries De Bondt (BEL)                     | DNF                            |
| 133                                  | Sander De Pestel (BEL)                   | DNF                            |
| 134                                  | Pierre Gautherat (FRA)                   | DNF                            |
| 135                                  | Rasmus Søjberg Pedersen (DEN) (landsväg) | 64.                            |
| 136                                  | Oscar Chamberlain (AUS)                  | 57.                            |
| 137                                  | Aurélien Paret-Peintre (FRA)             | 16.                            |
| Sportchef : Julien Jurdie, Luke Rowe |                                          |                                |

| XDS Astana Team XAT                         | XDS Astana Team XAT     | XDS Astana Team XAT |
| ------------------------------------------- | ----------------------- | ------------------- |
| #                                           | Cyklist                 | Placering           |
| 141                                         | Davide Ballerini (ITA)  | 10.                 |
| 142                                         | Cees Bol (NED)          | 31.                 |
| 143                                         | Yevgeniy Fedorov (KAZ)  | 27.                 |
| 144                                         | Michele Gazzoli (ITA)   | 72.                 |
| 145                                         | Alessandro Romele (ITA) | DNF                 |
| 146                                         | Mike Teunissen (NED)    | 12.                 |
| 147                                         | Davide Toneatti (ITA)   | 68.                 |
| Sportchef : Laurenzo Lapage, Stefano Zanini |                         |                     |

| Ineos Grenadiers IGD                        | Ineos Grenadiers IGD   | Ineos Grenadiers IGD |
| ------------------------------------------- | ---------------------- | -------------------- |
| #                                           | Cyklist                | Placering            |
| 151                                         | Filippo Ganna (ITA)    | 8.                   |
| 152                                         | Bob Jungels (LUX)      | 109.                 |
| 153                                         | Ben Turner (GBR)       | 59.                  |
| 154                                         | Magnus Sheffield (USA) | 20.                  |
| 155                                         | Connor Swift (GBR)     | 101.                 |
| 156                                         | Samuel Watson (GBR)    | 81.                  |
| 157                                         | Ben Swift (GBR)        | 108.                 |
| Sportchef : Kurt-Asle Arvesen, Ian Stannard |                        |                      |

| Movistar Team MOV            | Movistar Team MOV           | Movistar Team MOV |
| ---------------------------- | --------------------------- | ----------------- |
| #                            | Cyklist                     | Placering         |
| 161                          | Iván García Cortina (ESP)   | 9.                |
| 162                          | Carlos Canal (ESP)          | 51.               |
| 163                          | Orluis Aular (VEN)          | 36.               |
| 164                          | Manlio Moro (ITA)           | 110.              |
| 165                          | Mathias Norsgaard (DEN)     | 85.               |
| 166                          | Gonzalo Serrano (ESP)       | 106.              |
| 167                          | Albert Torres Barceló (ESP) | DNF               |
| Sportchef : Jürgen Roelandts |                             |                   |

| Team Picnic-PostNL TPP   | Team Picnic-PostNL TPP    | Team Picnic-PostNL TPP |
| ------------------------ | ------------------------- | ---------------------- |
| #                        | Cyklist                   | Placering              |
| 171                      | John Degenkolb (GER)      | DNF                    |
| 172                      | Patrick Eddy (AUS)        | 91.                    |
| 173                      | Alexander Edmondson (AUS) | DNF                    |
| 174                      | Sean Flynn (GBR)          | 74.                    |
| 175                      | Enzo Leijnse (NED)        | DNF                    |
| 176                      | Tim Naberman (NED)        | DNF                    |
| 177                      | Timo Roosen (NED)         | DNF                    |
| Sportchef : Pim Ligthart |                           |                        |

| Q36.5 Pro Cycling Team Q36            | Q36.5 Pro Cycling Team Q36     | Q36.5 Pro Cycling Team Q36 |
| ------------------------------------- | ------------------------------ | -------------------------- |
| #                                     | Cyklist                        | Placering                  |
| 181                                   | Giacomo Nizzolo (ITA)          | 56.                        |
| 182                                   | David González (ESP)           | 98.                        |
| 183                                   | Emīls Liepiņš (LAT) (landsväg) | DNF                        |
| 184                                   | Fabio Christen (SUI)           | 65.                        |
| 185                                   | Jannik Steimle (GER)           | 96.                        |
| 186                                   | Rory Townsend (IRL)            | 82.                        |
| 187                                   | Nicolò Parisini (ITA)          | DNF                        |
| Sportchef : Kurt Bogaerts, Jens Zemke |                                |                            |

| Lotto LOT                               | Lotto LOT                 | Lotto LOT |
| --------------------------------------- | ------------------------- | --------- |
| #                                       | Cyklist                   | Placering |
| 191                                     | Lennert Van Eetvelt (BEL) | DNF       |
| 192                                     | Joshua Giddings (GBR)     | DNF       |
| 193                                     | Brent Van Moer (BEL)      | 39.       |
| 194                                     | Jenno Berckmoes (BEL)     | DNF       |
| 195                                     | Sébastien Grignard (BEL)  | 70.       |
| 196                                     | Arjen Livyns (BEL)        | 34.       |
| 197                                     | Alec Segaert (BEL)        | 32.       |
| Sportchef : Tony Gallopin, Nikolas Maes |                           |           |

| Israel-Premier Tech IPT                           | Israel-Premier Tech IPT | Israel-Premier Tech IPT |
| ------------------------------------------------- | ----------------------- | ----------------------- |
| #                                                 | Cyklist                 | Placering               |
| 201                                               | Joseph Blackmore (GBR)  | 40.                     |
| 202                                               | Riley Pickrell (CAN)    | DNF                     |
| 203                                               | Corbin Strong (NZL)     | 50.                     |
| 204                                               | Guillaume Boivin (CAN)  | DNF                     |
| 205                                               | Riley Sheehan (USA)     | 112.                    |
| 206                                               | Jake Stewart (GBR)      | 107.                    |
| 207                                               | Tom Van Asbroeck (BEL)  | DNF                     |
| Sportchef : Steve Bauer, Jonathan Patrick McCarty |                         |                         |

| Tudor Pro Cycling Team TUD                   | Tudor Pro Cycling Team TUD | Tudor Pro Cycling Team TUD |
| -------------------------------------------- | -------------------------- | -------------------------- |
| #                                            | Cyklist                    | Placering                  |
| 211                                          | Matteo Trentin (ITA)       | 22.                        |
| 212                                          | Rick Pluimers (NED)        | 24.                        |
| 213                                          | Marco Haller (AUT)         | 45.                        |
| 214                                          | Alexander Krieger (GER)    | DNF                        |
| 215                                          | Fabian Lienhard (SUI)      | 73.                        |
| 216                                          | Marius Mayrhofer (GER)     | DNF                        |
| 217                                          | Arthur Kluckers (LUX)      | 100.                       |
| Sportchef : Morgan Lamoisson, Marcel Sieberg |                            |                            |

| Team Flanders-Baloise TFB                                   | Team Flanders-Baloise TFB | Team Flanders-Baloise TFB |
| ----------------------------------------------------------- | ------------------------- | ------------------------- |
| #                                                           | Cyklist                   | Placering                 |
| 221                                                         | Vincent Van Hemelen (BEL) | 69.                       |
| 222                                                         | Alex Colman (BEL)         | 95.                       |
| 223                                                         | Brem Deman (BEL)          | 97.                       |
| 224                                                         | Jules Hesters (BEL)       | DNF                       |
| 225                                                         | Victor Vercouillie (BEL)  | DNF                       |
| 226                                                         | Dylan Vandenstorme (BEL)  | DNF                       |
| 227                                                         | Ward Vanhoof (BEL)        | DNF                       |
| Sportchef : Hans De Clercq, Andy Missotten, Kenny De Ketele |                           |                           |

| Uno-X Mobility UXM                            | Uno-X Mobility UXM                | Uno-X Mobility UXM |
| --------------------------------------------- | --------------------------------- | ------------------ |
| #                                             | Cyklist                           | Placering          |
| 231                                           | Alexander Kristoff (NOR)          | 55.                |
| 232                                           | Markus Hoelgaard (NOR) (landsväg) | 14.                |
| 233                                           | William Blume Levy (DEN)          | 87.                |
| 234                                           | Anders Skaarseth (NOR)            | DNF                |
| 235                                           | Rasmus Fossum Tiller (NOR)        | 25.                |
| 236                                           | Erik Nordsæter Resell (NOR)       | DNF                |
| 237                                           | Jonas Abrahamsen (NOR)            | 67.                |
| Sportchef : Gino Van Oudenhove, Gabriel Rasch |                                   |                    |

| Wagner Bazin WB WB2                                        | Wagner Bazin WB WB2     | Wagner Bazin WB WB2 |
| ---------------------------------------------------------- | ----------------------- | ------------------- |
| #                                                          | Cyklist                 | Placering           |
| 241                                                        | Quentin Bezza (FRA)     | DNF                 |
| 242                                                        | Ceriel Desal (BEL)      | DNF                 |
| 243                                                        | Michiel Lambrecht (BEL) | 93.                 |
| 244                                                        | Jens Reynders (BEL)     | DNF                 |
| 245                                                        | Floris De Tier (BEL)    | 86.                 |
| 246                                                        | Jelle Vermoote (BEL)    | DNF                 |
| 247                                                        | Loïc Vliegen (BEL)      | DNF                 |
| Sportchef : Christophe Detilloux, Jean-Denis Vandenbroucke |                         |                     |

Förklaringar
DNF = Fullföljde inte, OTL = Utanför tidsgränsen, DNS = Startade inte, DSQ = Diskvalificerad